# Souilhanels
Souilhanels település Franciaországban, Aude megyében. Lakosainak száma 356 fő (2022. január 1.). Souilhanels Castelnaudary, Ricaud, Souilhe és Soupex községekkel határos.

## Népesség
A település népessége az elmúlt években az alábbi módon változott:
| Lakosok száma | 147  | 132  | 197  | 368  | 373  | 377  | 365  | 362  | 359  | 356  |
|               | 1968 | 1982 | 1990 | 2006 | 2013 | 2015 | 2017 | 2019 | 2020 | 2022 |